# Adolf von Heydeck

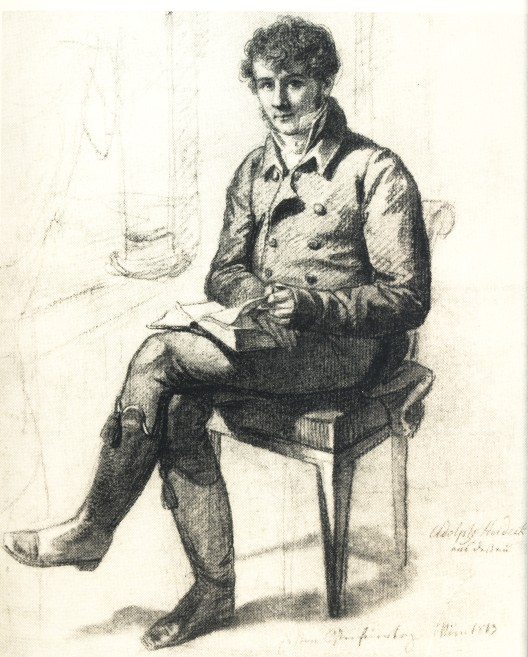
Carl Christian Vogel von Vogelstein: Adolf von Heydeck (1813)

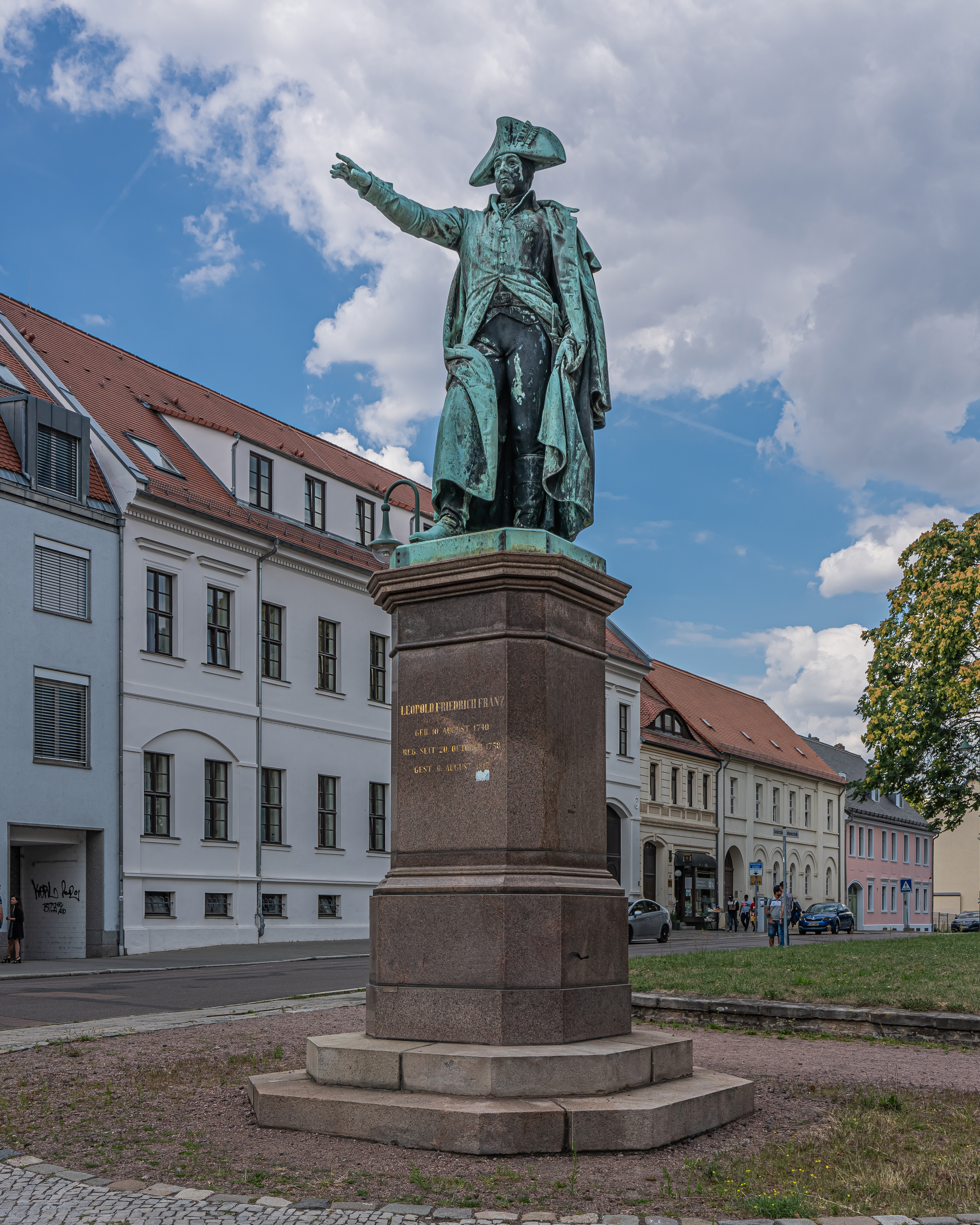
Fürst Leopold III. Friedrich Franz von Anhalt-Dessau (1740–1817) auf dem Dessauer Neumarkt

Gustav Adolf (Adolph) Heideck, ab 1836 von Heideck (* 25. April 1787 in Dessau; † 23. Januar 1856 ebenda, auch Adolf von Heydeck, genannt Poussin-Heydeck; Pseudonym: A. H. Valentini), war ein deutscher Kunstsammler, Maler, Radierer und Kupferstecher.

## Leben
Heydeck war der natürliche Sohn des Prinzen Albert Friedrich von Anhalt-Dessau (1750–1811) aus dessen Verbindung mit dem Dienstmädchen Johanna Louise Franke. Erst am 8. September 1836, also im Alter von 49 Jahren, wurde er in den herzoglich anhalt-dessauischen Adelsstand erhoben. Kurz zuvor hatte er die 24 Jahre jüngere Dessauer Kaufmannstochter Emilie Liesengang geheiratet, die jedoch schon 1842 starb, ohne Kinder zu hinterlassen.
Adolf von Heydeck war durch seine freundschaftliche Verbindung mit dem wesentlich älteren Johann Christian Reinhart (1761–1847) in gewisser Weise dessen Schüler, da dieser ihn mit fachlichen Hinweisen und Ratschlägen förderte. Ansonsten war Heydeck Autodidakt. Seine Vorliebe galt der Landschaftsmalerei. Von 1813 bis 1821 hielt er sich zu Studienzwecken in Rom auf. Sein Leben lang pflegte er enge Kontakte zu vielen anderen Künstlern.
Unter seiner Führung setzte sich in den 1850er Jahren in Dessau ein Komitee für die Errichtung eines Denkmals für seinen Onkel Fürst Leopold III. Friedrich Franz von Anhalt-Dessau (1740–1817) ein, das am 20. Oktober 1858 – mehr als zwei Jahre nach Heydecks Tod – auf dem Dessauer Neumarkt enthüllt wurde.
Heydeck hinterließ sein Vermögen, darunter eine umfangreiche Sammlung an Gemälden, Zeichnungen und Kupferstichen, seiner Heimatstadt Dessau mit der Maßgabe, das Kapital für den Bau und Unterhalt einer Gewerbeschule aufzubauen. Die Adolf-von-Heydecksche Industrie- und Gewerbeanstalt wurde 1914 eröffnet.

## Veröffentlichungen
- A. H. Valentini (Pseudonym): Die chalkographische Gesellschaft zu Dessau unter der Regierung des Herzogs Leopold Friedrich Franz. Versuch eines Beitrags zu Nagler’s … Künstlerlexikon. Mit dem vollständigen Verlagsverzeichniss der Gesellschaft, Dessau 1847